# Ерисон Да Силва Сантос
 Тази статия е за бразилския футболист.  За градчето в Южна Италия вижте Баяно (Италия).  
Ерисон Да Силва Сантос Карнието (на португалски: Erison da Silva Santos, известен само като Баяно, роден на 19 януари 1981 година), е бразилски футболист, за последно играл в ПФК Славия (София). Играе като дефанзивен халф или десен защитник.

## Кариера
Баяно започва кариерата си в отбора Астро през 1996 година. През 1997 г. е шампион на щат Рио де Жанейро с отбора на Астро, след което е повикан в бразилския национален отбор младежи до 17 г.
През 1999 г. играе за отбора на Португеза Лондрирензе, след като е даден под наем на Клуб де Регаташ Вашко да Гама, с който е шампион през същата година.
През 2000 г., след кратко връщане в Португеза Лондрирензе, се прехвърля в Мексико, за да играе за Гуерерос Акапулко, а по-късно и за Круз Азул.
В периода 2005-2006 се завръща да играе в бразилския Португеза Лондрирензе.
През 2007 г. Баяно играе за ФК Арарат (Ереван). На следващата година е първото му участие в европейските клубни турнири, играейки за Университатия Клуж – един от най-популярните отбори в първа дивизия на Румъния.
През сезон 2008/2009 Баяно играе като преотстъпен на лидера на втората румънска лига ФК Бихор, а през втората половина на 2009 г. се завръща в Университатия Клуж.
През юли 2010 подписва договор с ФК Пандури Търгу Жиу, като през септември 2010 той е прехвърлен в Политехника Яш, един отбор от втора лига на Румъния.
През януари 2011, след като играе почти три години в Румъния, Баяно подписва с българския отбор ПФК Славия (София).
След края на сезона е освободен